# 武智邦典
武智 邦典（たけち くにのり、1957年〈昭和32年〉1月11日 - ）は、日本の政治家。愛媛県伊予市長（4期）。元伊予市議会議員（2期）。

## 来歴
愛媛県伊予市宮下出身。伊予市立伊予小学校、伊予市立伊予中学校、私立新田高等学校卒業。1980年（昭和55年）12月、交通安全施設工事会社に入社。2001年（平成13年）2月に同社を退職。
2005年（平成17年）4月24日執行の伊予市議会議員選挙に無所属で出馬し、初当選。2009年（平成21年）の市議選において2期目の当選。
2013年（平成25年）4月21日執行の伊予市長選挙に無所属で出馬。前愛媛県議の泉圭一を157票差で破り、初当選した。4月24日、市長就任。
※当日有権者数：31,624人 最終投票率：72.92%（前回比：pts）
| 候補者名 | 年齢 | 所属党派 | 新旧別 | 得票数   | 得票率 | 推薦・支持 |
| -------- | ---- | -------- | ------ | -------- | ------ | ---------- |
| 武智邦典 | 56   | 無所属   | 新     | 11,457票 | 50.34% |            |
| 泉圭一   | 50   | 無所属   | 新     | 11,300票 | 49.66% |            |

1期目の満了直前の2017年（平成29年）3月に、選挙公約だった市長の退職金を0円にするを実行するために、任期満了日の給料を1円にすることで、退職金を22円にして公約を実行した。
2017年（平成29年）4月16日執行の伊予市長選挙に無所属で出馬。2選目を果たした。
2021年（令和3年）4月18日執行の伊予市長選挙では無投票で3選。
2025年（令和7年）4月20日執行の伊予市長選挙で自由民主党の推薦を受け、新人の元伊予市議を破り、4選目を果たした。
※当日有権者数：29,426人 最終投票率：62.53%（前回比：pts）
| 候補者名   | 年齢 | 所属党派 | 新旧別 | 得票数   | 得票率 | 推薦・支持     |
| ---------- | ---- | -------- | ------ | -------- | ------ | -------------- |
| 武智邦典   | 68   | 無所属   | 現     | 10,165票 | 56.07% | （推薦）自民党 |
| 田中慎之介 | 44   | 無所属   | 新     | 7,964票  | 43.93% |                |